# Nikolaj Pinter
dr.  Nikolaj Pinter (madžarsko Pintér Miklós Antal), madžarsko-prekmurski pravnik, odvetnik, kraljevi notar * 27. januar 1883, Murska Sobota, † 24. julij 1959 , Sombotel.

## Življenjepis
Dr. Nikolaj Pinter se je rodil 27. januarja 1883 kot  sin uglednega murskosoboškega odvetnika in predsednika murskosoboške hranilnice Geze Pinterja in Ide pl. Horvath de Szentpeter (hčerka murskosoboškega okrajnega glavarja Pavla pl. Horvatha de Szentpeter in Ane Rozenkrancz). Krščen je bil 8. februarja v murskosoboški katoličanski cerkvi, botrovali pa so mu murskosoboški veleposestnik Mihael pl. Berke in njegova soproga Marta pl. Berke roj. Pinter (Nikolajeva teta), ter davčni uslužbenec Maksimiljan Krausz.
Po študiju prava med leti 1900 in 1904 v Budimpešti in opravljenem strokovnem izpitu 30. novembra 1908 v Budimpešti, se je vrnil v Mursko Soboto, kjer je nastopil, da prevzame dediščino svojega očeta, to je, zelo donosne posle pravnega svetovalca pri murskosoboški hranilnici. Toda na tem mestu se je močno visidral dr. Czifrak in je težko ter z nezadovoljstvom prepustil to dobro službo Nikolaju Pinterju. Med leti 1915 in 1918 je bil član upravnega odbora Tótkeresztúri Takarékpénztár Részvénytársaság. Po prvi svetovno vojni v kateri je sodeloval kot oficir, je zasedal položaje v novo nastali državi, ki sta jo pretresli dve komunistični revoluciji. Po sklepu Narodnega sveta v Budimpešti so 2. novembra 1918 ustanovili okrajni Narodni svet v Murski Soboti. Najvažnejši člani sveta so postali: predsednik Lajoš Šömen (odvetnik), Geza Hartner (veleposestnik), Mikloš Pinter (odvetnik), Janoš Slepec (katoliški dekan), Štefan Kovats (senior evangeličanske cerkve), Ferenc Ruzsa (evangeličanski učitelj), grof Zsigmond Batthyány , grof László Szapáry itd. Istočasno je bil ustanovljen tudi Vojaški svet. Okrajni Narodni svet so ustanovili tudi v Lendavi. Glavne naloge svetov so bile: ustanavljanje meščanskih straž, krotenje revolucionarnih delovnih ljudi in vojakov, dušenje narodnih zahtev ipd. Vse do konca 2. svetovne vojne je deloval kot murskosoboški notar in odvetnik. Med madžarsko okupacijo je bil 3. maja 1941 imenovan za vodjo vojaškega poveljstva murskosoboškega okrožja, minister za pravosodje pa ga je 23. decembra 1941 imenoval za murskosoboškega kraljevega notarja. Med vojaško upravo Murske Sobote je bil član mestnega sveta, po prenosu obasti na civilno upravo pa je postal murskosoboški podžupan. Poleg političnega delovanja na ravni murskosoboškega okraja je bil član županijskega municipalnega odbora Železne županije. V prostem času je bil navdušen lovec. Zaradi sodelovanja z madžarskimi oblastmi med leti 1941-1945 se je ob koncu vojne umaknil na Madžarsko.
30. junija 1909 se je v Monoštru poročil z Marijo Weidlich, hčerko odvetnika in glavnega tožilca Železne županije ter Marije roj. Haubek. Poročni priči sta bila murskosoboski okrajni glavar Pankracij pl. Posfay in veletrgovec Pavel Weidlich iz Miskolc-a. V zakonu se jima je rodila hčerka:
- Marija Ludovika (* 7. avgust 1910 Murska Sobota)